# LAR Romanian Airlines
LAR Romanian Airlines – była rumuńska linia lotnicza, która rozpoczęła działalność w 1975 roku. Firma działała w latach 1975–1997. Linia lotnicza przewoziła wczasowiczów po całej Europie.